# Shelter Records
Shelter Records est un label discographique américain, actif entre 1969 et 1981.

## Histoire
Shelter Records est à l'origine distribué par Blue Thumb Records, puis par Capitol/EMI entre 1970 et 1973. Pendant cette période, l'étiquette est rouge avec un œuf sur le dessus et un logo de Superman inversé sur l'œuf. Ce logo déplait à DC Comics, qui intente un procès à Shelter pour violation de marque. 
Le label est fondé par Leon Russell et Denny Cordell, et établit ses bureaux à Los Angeles et à Tulsa, la ville natale de Russell, où le label cherche à promouvoir une « atmosphère d'atelier » avec un studio d'enregistrement dans une église reconvertie, des maisons adjacentes pour les artistes travaillant au studio, et d'autres installations. Russell reste chez Shelter jusqu'en 1976, date à laquelle Cordell et lui tombent en désaccord. Dans le cadre d'un accord, Cordell devient l'unique propriétaire du label, tandis que Russell est parti créer son propre label, Paradise Records.
Outre Russell, le label signe d'autres talents, comme les artistes de Tulsa Sound J.J. Cale, Dwight Twilley Band et the Gap Band, ainsi que Alan Gerber, Jesse Barish (de Jesse, Wolff and Whings), Don Nix, Freddie King, Tom Petty and the Heartbreakers, Phoebe Snow, Richard Torrance and Eureka, Willis Alan Ramsey, et the Grease Band. Shelter Records sort également Duppy Conqueror, le premier single américain de l'artiste reggae Bob Marley.